# Cercul de foc
Cercul de foc (Pacific Rim) este un film SF american din 2013 American regiziat de Guillermo del Toro, scris de del Toro și Travis Beacham, cu Charlie Hunnam, Idris Elba, Rinko Kikuchi, Charlie Day, Rob Kazinsky, Max Martini și Ron Perlman în rolurile principale. Povestea filmului are loc în anii 2020, când Pământul este atacat de Kaiju, monștri uriași care apar printr-un portal din adâncul oceanului Pacific. Pentru a se lupta cu monștrii extratereștri, umanitatea creează Jaegeri: roboți umanoizi gigantici controlați fiecare de câte 2 piloți a căror minte este unită printr-o punte neuronică. Concentrându-se asupra ultimelor zile ale războiului, filmul urmărește pe Raleigh Becket, un pilot pensionat de Jaeger dar care este chemat să facă echipă cu pilotul începător Mako Mori într-un ultim efort de a învinge monștrii Kaiju.
Filmul este produs de Legendary Pictures și distribuit de Warner Bros. A fost lansat la 12 iulie 2013 inclusiv în format 3-D și IMAX 3D, având recenzii în general pozitive.

## Distribuție
- Charlie Hunnam este Raleigh Becket[3]
- Idris Elba este Stacker Pentecost
- Rinko Kikuchi este Mako Mori
- Charlie Day este Dr. Newton Geizler
- Burn Gorman este Dr. Hermann Gottlieb
- Robert Kazinsky este Chuck Hansen
- Max Martini este Herc Hansen
- Ron Perlman este Hannibal Chau
- Clifton Collins Jr. este Tendo Choi
- Diego Klattenhoff este Yancy Becket
- Ellen McLain este GLaDOS IA.
- Robert Maillet este Aleksis Kaldanovs
- Heather Doerksen este Sasha Kaidanovsky

## Monștri Kaiju
- Tresspaser
- Knifehead
- Leatherback
- Otachi
- Scunner
- Slattern
- Raiju

## Premii și nominalizări
| Premiu                                     | Categoria                                                                    | Nominalizat                                                                          | Rezultat     |
| ------------------------------------------ | ---------------------------------------------------------------------------- | ------------------------------------------------------------------------------------ | ------------ |
| Annie Award                                | Outstanding Achievement, Animated Effects in a Live Action Production        |                                                                                      | În așteptare |
| Annie Award                                | Outstanding Achievement, Character Animation in a Live Action Production     |                                                                                      | În așteptare |
| British Academy Film Awards                | Best Special Visual Effects                                                  |                                                                                      | În așteptare |
| Critics' Choice Movie Award                | Best Visual Effects                                                          |                                                                                      | Nominalizare |
| Denver Film Critics Society                | Best Science Fiction/Horror Film                                             |                                                                                      | Nominalizare |
| Hollywood Film Awards                      | Best Visual Effects                                                          | John Knoll                                                                           | Câștigat     |
| Las Vegas Film Critics Society             | Best Horror/Sci-Fi Film                                                      |                                                                                      | Câștigat     |
| St. Louis Gateway Film Critics Association | Best Visual Special Effects                                                  | John Knoll                                                                           | Nominalizare |
| Teen Choice Awards                         | Summer Movie Action                                                          |                                                                                      | Nominalizare |
| Visual Effects Society                     | Outstanding Visual Effects in a Visual Effects-Driven Feature Motion Picture | John Knoll, Susan Greenhow, Chris Raimo, Hal Hickel                                  | În așteptare |
| Visual Effects Society                     | Outstanding Animated Character in a Live Action Feature Motion Picture       | Jakub Pistecky, Frank Gravatt, Cyrus Jam, Chris Havreberg for Kaiju - Leatherback    | În așteptare |
| Visual Effects Society                     | Outstanding Created Environment in a Live Action Feature Motion Picture      | Johan Thorngren, Jeremy Bloch, David Meny, Polly Ing for "Virtual Hong Kong"         | În așteptare |
| Visual Effects Society                     | Outstanding Virtual Cinematography in a Live Action Feature Motion Picture   | Colin Benoit, Nick Walker, Adam Schnitzer, Victor Schutz for "Hong Kong Ocean Brawl" | În așteptare |
| Visual Effects Society                     | Outstanding Models in a Feature Motion Picture                               | David Fogler, Alex Jaeger, Aaron Wilson, David Behrens                               | În așteptare |